# 5068 Cragg
5068 Cragg è un asteroide della fascia principale. Scoperto nel 1990, presenta un'orbita caratterizzata da un semiasse maggiore pari a 3,0333848 UA e da un'eccentricità di 0,0621207, inclinata di 11,63168° rispetto all'eclittica.